# Windows Live Spaces
Windows Live Spaces (abbreviato WLSpaces) è stata una piattaforma gratuita di web blogging appartenente alla famiglia Windows Live, sviluppata da Microsoft per tutti gli utenti registrati. Il sito è stato presentato nel dicembre del 2004 come MSN Spaces con l'intento di dare ad ogni utente uno spazio dove parlare di sé e dei propri interessi. Così Microsoft entrò in competizione con altri servizi (MySpace, Bebo e Yahoo! 360°). Nell'ultima settimana di settembre 2010 Live Spaces ha annunciato la sua chiusura consigliando agli oltre 30 000 Space in possesso di migrare sulla piattaforma WordPress. La chiusura definitiva di Spaces sarebbe dovuta avvenire il 16 marzo 2011, ma la rimozione definitiva di tutti i vecchi blog non transitati sulla piattaforma WordPress è avvenuta solo due settimane dopo.
Attualmente il sito, ormai disattivato, rimanda alla pagina principale di Microsoft OneDrive.

## Caratteristiche
I blog di Windows Live Spaces (caratterizzati dall'URL http://nomesceltodall'utente.spaces.live.com/) sono stati resi col passare del tempo sempre più personalizzabili. Ecco nel dettaglio le caratteristiche principali:
- Layout e grafica in personalizzabile con oltre 100 temi colorati.
- Supporto per immagini e album fotografico, con possibilità d'impostare l'accesso al pubblico, ai contatti o privato.
- Supporto per video visualizzabili nella home tramite plug-in Windows Media.
- Navigazione facilitata tramite moduli e barre di directory.
- Feed RSS.
- Biglietti da visita per visualizzare il profilo e le ultime informazioni di un utente.
- Supporto per i gadget Windows Live e per i powertoy di Windows Media Player.
- Supporto per Windows Live Writer tramite il sistema WYSIWYG.
- Funzionalità Esplora amici per comunicare velocemente con i contatti di Windows Live Messenger.
- Collegamenti diretti con tutte le altre funzionalità Windows Live, come la posta elettronica, la ricerca sul web e la sottoscrizione agli aggiornamenti di altri blog.
- Possibilità d'inserire una foto personale come sfondo e decidere l'allineamento e la ripetizione della foto nella pagina.
- Personalizzazione dei caratteri, colori e titoli dei moduli.
- Supporto dei Moduli HTML e Video per l'inserimento di immagini e video.
- Elenco Musica sincronizzato con il catalogo multimediale di Windows Media Player
- Possibilità di essere aggiornati tramite il servizio Windows Live Alerts.
- Supporto per postare interventi tramite telefonia mobile.
- Homepage di servizio in cui è possibile visualizzare:
  - Gli aggiornamenti degli utenti presenti nell'elenco amici e dei propri contatti.
  - Il compleanno imminente del proprio contatto o dell'utente appartenente all'elenco amici
  - Supporto per i messaggi privati.
  - Visualizzazione dei dieci commenti più recenti.
  - Esplorazione della comunità dei Windows Live Spaces.
  - Visualizzazione del compleanno imminente di un contatto o dell'elenco amici.
  - Collegamenti rapidi per inserimento di un nuovo intervento, elenco, visualizzazione delle statistiche (pagine visualizzate), modificare il profilo ed accedere all'album fotografico.
  - Avviso di nuovi inviti a partecipare nell'elenco amici di un contatto oppure a nuovi eventi.
- Supporto guida integrato.
- Supporto servizio assistenza
- Possibilità di aggiungere elenchi personalizzati, elenco musica ed elenco film.
- Personalizzazione nei caratteri e nei colori del Titolo blog e sottotitolo.
- Modulo di Windows Live Favorites, servizio in cui è possibile condividere i propri collegamenti preferiti.
- Moduli per mostrare i nuovi Windows Live Spaces e quelli aggiornati all'interno della comunità.
- Interazione con i Windows Live Events: nuovo servizio in cui è possibile personalizzare un evento e renderlo condivisibile con il pubblico.

### Windows Live Events
Con questo nuovo servizio, aggiunto nel mese di ottobre 2007, è possibile aggiungere nel proprio Windows Live Spaces una pagina dedicata ad un evento specifico.
Il servizio offre un centinaio di modelli per personalizzare nel miglior modo possibile l'evento e renderlo condivisibile sia al pubblico che a utenti che non possiedono un ID Live (solo tramite invito in posta elettronica).
La pagina dell'evento ha le stesse funzionalità di personalizzazione dei Windows Live Spaces, con l'aggiunta di un nuovo modulo, Discussioni, per rendere più attiva la partecipazione degli utenti invitati a condividere l'evento.
Nella pagina stessa viene mostrato anche un modulo dove sono presenti gli invitati e quante persone porterebbero all'evento.
Gli invitati vengono a sapere dell'invito tramite la Homepage di servizio del proprio Windows Live Spaces e possono scegliere se partecipare all'evento, rifiutare o ignorarlo.
Nei Windows Live Events è prevista l'integrazione col nuovo servizio in beta, Windows Live Calendar.

### Elenco amici
L'elenco amici è di sicuro la funzionalità più richiesta in Windows Live Spaces perché consente ai visitatori di conoscere sempre persone nuove cliccando sull'immagine personale o sul nome. Per essere presenti nell'elenco amici basta cliccare sul tasto "Invita come amico" nel profilo della persona desiderata. Tramite un'e-mail di Windows Live Spaces verrà chiesto se accettare o rifiutare la richiesta. Se accettata, la persona che ha fatto la richiesta verrà integrata nell'elenco amici di entrambe le persone in questione.

### Schede dei contatti di Messenger
In Windows Live Messenger le schede dei contatti integrano un sommario del contenuto recentemente aggiunto allo Space di un determinato contatto. Cliccando sull'"omino" di un qualsiasi contatto della lista compare questa scheda che mostra le miniature delle ultime foto sul blog e un sommario dei nuovi interventi. L'aspetto delle schede dei contatti è stato modificato con l'uscita di Windows Live Messenger 8.1.

### Windows Live SkyDrive
Windows Live SkyDrive è un servizio opzionale di Windows Live Spaces che permette di caricare dei files in cartelle immagazzinate in Internet nei server di Windows Live. Queste cartelle possono essere:
- Personali, cioè visibili solo dal proprietario dell'account;
- Condivise, cioè visibili solo dall'elenco contatti di Messenger del proprietario della cartella;
- Pubbliche, cioè visibili da tutti gli utenti di Internet.

È un servizio opzionale perché occorre una registrazione supplementare al servizio, ossia non scatta in automatico con la creazione del blog di Windows Live Spaces.